# Ablefari
Ablefari (av grekiskan nekande a och blefaron, ögonlock), saknad av ögonlock, fullständigt eller delvis. Ablefari, vare sig medfödd eller uppkommen genom yttre våld, kan åtgärdas endast genom plastisk kirurgi.